# Guéridon

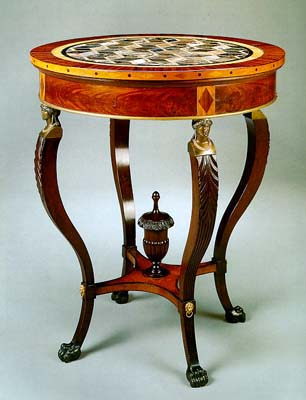
Guéridon

Der Guéridon ist ein kleiner Tisch, der in Wohnräumen oder im Restaurant verwendet wird. Die Bezeichnung wird von einem jungen schwarzen Sklaven aus einer Komödie von 1644 mit Namen Guéridon abgeleitet, der einen Kandelaber trägt.

## Wohnbereich
Guéridons werden im Wohnbereich an verschiedenen Stellen, z. B. neben einem Sofa oder einem Sessel, als Abstellmöglichkeit oder für Dekorationsgegenstände platziert. Das Möbelstück wurde im 17. Jahrhundert meist als ein Tablett tragender Schwarzer gestaltet und gehörte damals zur standardmäßigen Einrichtung einer Luxuswohnung.

## Restaurantbereich

Beistelltisch im Restaurant Kronenhalle in Zürich (1963)

Im Restaurant ist ein Guéridon ein kleiner Tisch des Kellners, der die gleiche Höhe wie der Restauranttisch hat. Das Servicepersonal benötigt den Tisch für Arbeiten, die es vor den Gästen ausführt. Der Beistelltisch ist mit einer Bestecktasche und Vorlegebesteck versehen. Bei Bedarf wird der Beistelltisch an den Tisch des Gastes gestellt. Auf ihm wird tranchiert, angerichtet, filetiert, flambiert, Speisen für den Nachservice warm gestellt, sowie der Wein serviert.